# ダハイ
ダハイ（またはタツカイ, 満洲語：ᡩᠠᡥᠠᡳ, 転写：Dahai, 漢文：達海、1595年 - 1632年）は、清代の人物。満洲正藍旗のギオルチャ氏。モンゴル語、漢語に通暁し、太宗ホンタイジから「バクシ」の号を賜与された。ガガイ（噶蓋）とエルデニ（額爾徳尼）により創成した満洲文字を補完し（加圏点字）、満洲人から聖人と呼ばれた。
| ダハイ(達海) | ダハイ(達海)         | ダハイ(達海)                                        |
| ------------ | -------------------- | --------------------------------------------------- |
| 姓氏         | ギオルチャ(覚爾察)氏 | ギオルチャ(覚爾察)氏                                |
| 居地         | ギオルチャ（覚爾察） | ギオルチャ（覚爾察）                                |
| 出生         | 明朝万暦23(1595)年   | 明朝万暦23(1595)年                                  |
| 死没         | 後金天聡6(1632)年    | 後金天聡6(1632)年                                   |
| 諡号         | 文成                 | 文成                                                |
| 親族         | 父                   | アイミチャン（艾密禅）                              |
| 親族         | 兄弟                 | ダンタン(丹譚) ダムブ（丹布）                       |
| 親族         | 子                   | ヤチン（雅秦） チェンデ(辰徳) 喇捫 チャンゲ（常額） |

## 生涯
ダハイは先祖代々ギオルチャ（覚爾察）の地（現長白山地区）に住み、ギオルチャ氏を名告った。祖父のボロ（博洛）は太祖ヌルハチの建国時に帰順し、満洲正藍旗に隷属した。父のアイミチャン（艾密禅）は散秩大臣を務めた。ダハイはその第三子である。ダハイの長兄のダンタン(丹譚)はウヘリ・ダ(uheri da、烏赫理大、総管)を務め、次兄ダムブ（丹布）は武備院大臣を務めたが、大凌河攻城戦で殉死した。
ダハイは幼少期より頭脳明晰で、9歳で満・漢の両語の文字に通暁した。20歳の時、ヌルハチに招喚されて文館（清内閣の前身）で登用された。明朝、蒙古、朝鮮の使節との通信は、どれもダハイの起草に由るものである。国内への勅令で漢文を併記する時は、ダハイが奉勅して、太祖の御意であると前置きしてから発令した。ほどなくダハイは、勅命により『大明会典』、『素書』、『三略』を翻訳している。後にダハイは、ヌルハチの侍女のジャナ(扎納)との姦通を密告され、死罪を求刑されるも、漢語に精通していたため死罪は免れ、禁固刑に処された。
ホンタイジは即位後、文館を二つに分け、一方には国政の註記を命じ、ダハイはガリン（剛林）、スカイ(蘇開)、グルマフン（顧爾馬渾）、トブチ(托布戚)らとともに漢籍の翻訳を命じられた。天聡3（1629）年、ホンタイジはモンゴルを迂回して北京に直接攻撃をしかけ、征途ではマングイ（満桂）らの四路総兵部隊を撃破した。北京城は中々攻略されず、ホンタイジはダハイに書簡を持たせて明朝との媾和にあたらせたが、明朝の門前払いを喰った。そこでホンタイジはダハイに命じて2
通の書簡を用意させ、一通は徳勝門外に、もう一通は安定門外に置いて、軍を撤退させた。天聡4（1630）年、後金は明に再攻撃をかけ、沙河駅まで軍を進めたところで、ヌルハチはダハイに漢語での降伏勧告を行わせた。時経ずして後金は永平を攻略し、ダハイは勅命により黄旗を携え登城して、勅書を漢語で奉読し、それをみた城内の軍人および民衆は悉く跪き「万歳」を唱えた。投降の将・孟喬芳、楊文魁、楊声遠らはアバタイ（ヌルハチ七子）に随ってホンタイジに謁見し、ダハイによる漢語の慰藉を受けた。三屯営、漢児庄（ともに現河北省）の降伏後、明軍は三屯営を襲撃した。ホンタイジは漢児庄の再起を案じて、ダハイに漢語で安撫させた。同年、ダハイらの翻訳による書が完成し、ダハイは遊撃（世襲の官職）となった。天聡5（1631）年7月には、「バクシ」の号を賜与されている。同年9月、明への再攻撃で大凌河守軍を撃破し、ホンタイジはダハイに命じて総兵官祖大寿に降伏を呼びかけた。酒宴のおりにも、ダハイに命じて祖大寿に再度慰藉の言葉を伝えさせている。
天聡6（1632）年3月、ガカイとエルデニ、二人の創成による満洲文字はモンゴル語の字母をそのまま利用し、多くの清・濁の両子音および母音o・ūに同じ字母を採用していて判別困難な状況が存在していたため、ホンタイジはダハイに満洲文字を改良する勅命を与えた。ダハイは満洲文字の側に圏点(円と点の記号)を加えて子音と母音それぞれの異なる音の判別ができるようにした。さらに二重母音の字頭 を加えて、漢語との対応がより精確になるようにさせ、満洲文字はようやく完成された。同年6月、病床に臥し、翌月、病情は急激に悪化した。ホンタイジはそれを聞いて非常に悲しみ、侍臣を見舞いに遣わせて、蟒緞を賜り、併せて子女への厚遇を約束した。ダハイは感激するも、言葉が話せなくなっており、数日後に死去、享年83歳であった。当時ダハイは『資治通鑒』、『六韜』、『孟子』、『三国演義』、『大乗経』などの翻訳を任されていたが、どれも未完におわった。ダハイには4子あり、長子ヤチン（雅秦）は騎都尉を世襲し、佐領に任命されている。天聡10（1636）年、ダハイは文成と追謚された。康熙8（1669）年5月、聖祖康熙帝は孫・禅布の懇請を受け、碑を建ててダハイの満洲文字創成の功績を記念した。
ダハイは満洲文字の創成により、満洲人の内で聖人に推挙された。後裔のうち、男子は紫帯を佩帯し、愛新覚羅氏に次ぐ地位であった。女子は妃選びに参加していない。

## 逸事
- ダハイが満洲文字の改良を始めたのは天聡6年、同3年、天命期の三説ある[7]。
- 康熙期、国子監祭酒（官職）のアリフ（阿理瑚）がダハイを孔子廟に祀るよう奏上したが、礼部尚書の韓菼により退けられ立ち消えとなった[4]。
- 学者の中には、ダハイの子孫が、男は紫帯を佩帯し、女は妃選びに参加しないというのは、ダハイの満洲文字創成により得られた特権ではなく、ダハイ一族が元はギョロ氏、即ちアイシンギョロ氏であったからだと考える向きもある[8]。

## 関連文献
『清史稿·卷228』（趙爾巽『清史稿』より）